# Stefan Kirmaier

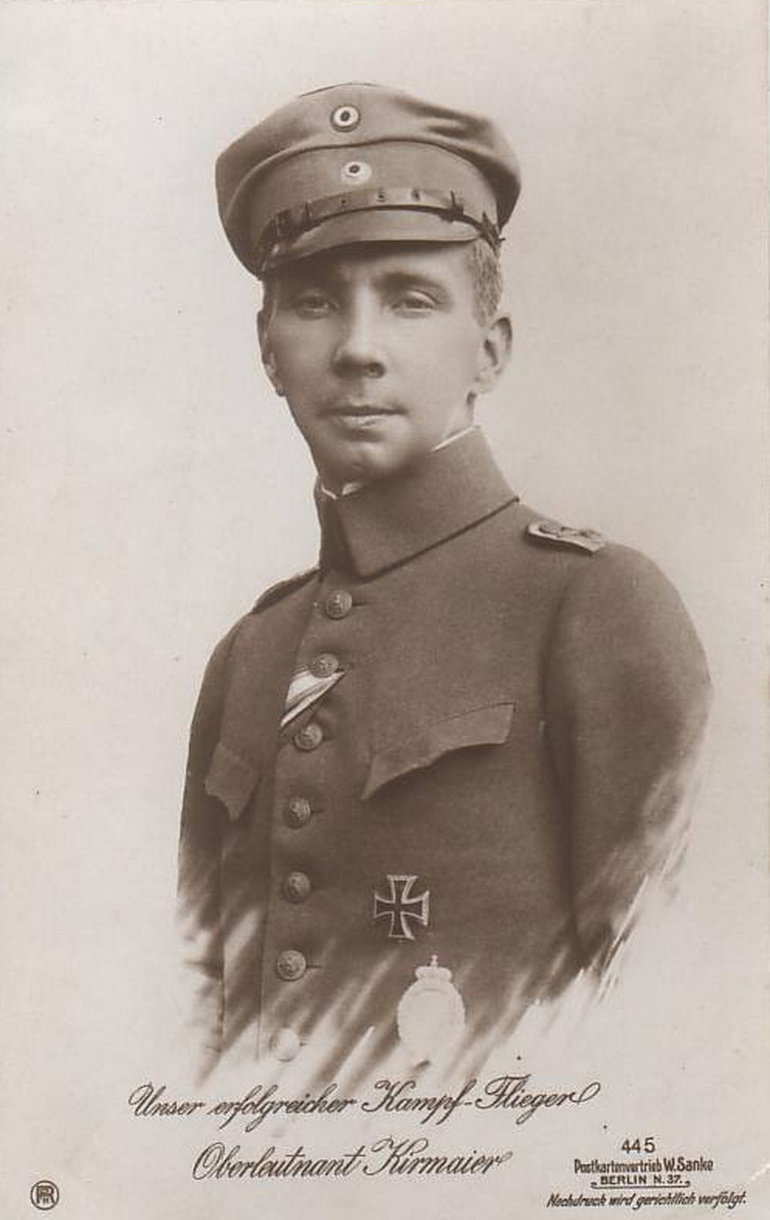
Stefan Kirmaier

Stefan Kirmaier (* 28. Juli 1889 in Lachen; † 22. November 1916 in Lesbœufs) war ein Fliegerass im Ersten Weltkrieg.
Kirmaier begann im Ersten Weltkrieg als Infanterist und wurde später zur Fliegertruppe versetzt. Während seiner Zeit im „Kampfeinsitzerkommando Jametz“ erzielte er im Juli 1916 seine ersten drei Abschüsse. Danach wurde er zur Jagdstaffel 2 unter dem Kommando von Oswald Boelcke versetzt. Zwischen dem 17. und 26. Oktober 1916 erzielte er weitere vier Abschüsse. Am 28. Oktober 1916 wurde Boelcke im Einsatz getötet, woraufhin Kirmaier mit dem Kommando über die Staffel betraut wurde. Noch im November des Jahres 1916, als er das Kommando innehatte, erzielte er vier weitere Abschüsse. Am 22. November 1916 starb Oberleutnant Kirmaier im Einsatz durch einen Kopfschuss von John Oliver Andrews oder Kelvin Crawford. Am 22. November erhielt er das Ritterkreuz des Königlichen Hausordens von Hohenzollern mit Schwertern.